# Katalánština
Katalánština (ve Valencii pod označením valencijština) je románský jazyk používaný zejména v tzv. katalánských zemích, tedy v Katalánsku, na Baleárských ostrovech (Illes Balears – Mallorca, Menorca, Ibiza, Formentera), ve Valencii (País Valencià), v části Aragonu (Franja de Ponent) ve Španělsku, pak také v Andoře, kde je jediným úředním jazykem, a v menší míře rovněž v některých regionech Francie (Catalunya del Nord) a na Sardinii (Alghero – L'Alguer). Ve Valencii je katalánština často pojmenovávána jako valencijština (valencià).
Ač je Katalánsko součástí Španělského království, těší se značné autonomii a Katalánci se národnostně ostře vyhraňují vůči Španělům. Na prvním stupni základních škol v Katalánsku se vyučuje pouze katalánsky, nikoliv španělsky.
Odhady počtu mluvčích se pohybují od 7 do 11 miliónů.
Jazykem nejbližším katalánštině je okcitánština[zdroj?], potom italština a portugalština (se kterými má společných 85 % slovní zásoby) a španělština (společných 75 % slovní zásoby).[zdroj?]

## Historie
Katalánština se vyvinula z vulgární latiny v oblasti východní části Pyrenejí a během reconquisty se rozšířila po dnešním Katalánsku, Valencii a Baleárských ostrovech. Vrcholným obdobím v dějinách katalánštiny bylo 15. století; roku 1700 bylo její úřední používání zakázáno na francouzském a později i na španělském území a „renesance“ se dočkala až počátkem 19. století. V období frankistického režimu byla tolerována mimo oficiální sféru a média. Po roce 1975 se dostala do politiky, médií i škol.

## Nářečí
Katalánština zahrnuje mnoho dialektů, které se od sebe různou měrou liší lexikálně, morfologicky a foneticky. Základní verze jsou dvě: západní katalánština a východní katalánština; obě mají různé regionální varianty. Nejvýraznějším rozdílem jsou nepřízvučné samohlásky – západní katalánština odlišuje /e/ od /a/ a /o/ od /u/, zatímco ve východní se z /e/, /ɛ/ a /a/ bez přízvuku stává /ə/ a z /o/, /ɔ/ a /u/ se stává [u].

## Příklady

### Číslovky
| Katalánsky | Česky |
| un         | jeden |
| dos        | dva   |
| tres       | tři   |
| quatre     | čtyři |
| cinc       | pět   |
| sis        | šest  |
| set        | sedm  |
| vuit       | osm   |
| nou        | devět |
| deu        | deset |

## Vzorový text
Otčenáš (modlitba Páně):
Padre nostre, que esteu en el cel:
Sigui santificat el vostre nom.
Vingui a nosaltres el vostre regne.
Faci's la vostra voluntat,
així a la terra com es fa en el cel.
El nostre pa de cada dia,
doneu-nos, Senyor, el dia d'avui.
I perdoneu les nostres culpes,
així com nosaltres deutros.
I no permeteu que nosaltres caiguem
en la temptació, ans deslliureu-nos
de qualsevol mal. Amén.

### Všeobecná deklarace lidských práv
| katalánsky | Tots els éssers humans neixen lliures i iguals en dignitat e en drets. Són dotats de raó i de consciència, i han de comportar-se fraternalment els uns amb els altres. |
| česky      | Všichni lidé se rodí svobodní a sobě rovní co do důstojnosti a práv. Jsou nadáni rozumem a svědomím a mají spolu jednat v duchu bratrství.                             |